# Sonnay
Sonnay är en kommun i departementet Isère i regionen Auvergne-Rhône-Alpes i sydöstra Frankrike. Kommunen ligger i kantonen Roussillon som tillhör arrondissementet Vienne. År 2022 hade Sonnay 1 255 invånare.

## Befolkningsutveckling
Antalet invånare i kommunen Sonnay
Referens:INSEE